# Bryant Jennings
Bryant Jennings (ur. 25 września 1984 w Filadelfii) – amerykański bokser wagi ciężkiej.

## Kariera zawodowa
Jennings zadebiutował na zawodowym ringu 26 lutego 2010, pokonując na punkty Amerykanina Zeferino Albino.
2 kwietnia 2010 pokonał przez KO w trzeciej rundzie rodaka Jona Boldena.
24 marca 2012 w Aviator Sports Complex w Brooklynie w Nowym Jorku pokonał przez techniczny nokaut w dziewiątej rundzie byłego mistrza świata organizacji WBO, Białorusina  Siarhieja Lachowicza (25-5-0).
25 stycznia 2014 Jennings pokonał Polaka Artura Szpilkę (16-1, 12 KO) przez techniczny nokaut w dziesiątej rundzie pojedynku.
26 lipca 2014 w nowojorskiej hali Madison Square Garden wygrał niejednogłośnie na punkty z Mikiem Perezem.
25 kwietnia 2015 w Madison Square Garden w walce o tytuły mistrza świata federacji WBA, WBO, IBF i IBO wagi ciężkiej, przegrał jednogłośnie na punkty 109:118, 111:116 i 111:116 z obrońcą tytułów Ukraińcem Wołodymyrem Kłyczką (64-3, 53 KO).
19 grudnia  2015 w Veronie przegrał przez techniczny nokaut w siódmej rundzie z Kubańczykiem Luisem Ortizem (24-0, 21 KO).
28 kwietnia 2018 w Liacouras Center w Filadelfii zmierzył się z Joeyem Dawejką (19-5-4, 11 KO). Po dziesięciu rundach sędziowie punktowali jednomyślnie 98-92 na korzyść Jenningsa .
Bryant Jennings przy wzroście 191 cm ma zasięg ramion 213 cm.